# Чавдаров, Савва Христофорович
Савва Христофорович Чавдаров (1 августа 1892 года—20 сентября 1962 года) — украинский советский учёный-педагог, член-корреспондент АПН РСФСР (1947).

## Биография
Родился 1 августа 1892 года в селе Бешалма Бендерского уезда Бессарабской губернии. Из болгарской семьи.
В 1917 году — окончил славяно-русское отделение историко-филологического факультета Императорского университета Святого Владимира в Киеве.
С 1917 по 1926 годы — преподавал в школах Киевской области, затем работал инспектором Киевского окружного отдела народного образования, исполнял обязанности директора Киевского института социального воспитания.
С 1939 по 1941 годы — профессор Киевского университета, с 1941 по 1943 годы — заведующий кафедрой педагогики Сухумского педагогического института (в эвакуации), с 1944 по 1962 годы — заведующий кафедрой педагогики Киевского университета.
Возглавлял отделы языка и литературы, педагогики Украинского научно-исследовательского института педагогики УССР.
С 1943 по 1956 годы — директор Института педагогики.
В 1947 году — избран членом-корреспондентом АПН РСФСР.
Умер 20 сентября 1962 года, похоронен на Байковом кладбище Киева.

## Научная деятельность
Украинский педагог, языковед, деятель народного образования.
Автор научных трудов по проблемам политехнического обучения, а также вел исследования посвященные исследованию педагогического наследия К. Ушинского и А. Макаренко.
Автор около 200 научных работ по различным вопросам воспитания, обучения и образования.
Под его редакцией был издан учебник для студентов педагогических институтов «Педагогика» (1940, первый из изданных на украинском языке), в котором большинство дидактических разделов учебника принадлежат его перу, больше всего внимания уделил одном из главных разделов дидактики — методам обучения.
Автор учебников «Украинский язык» для 1-4 классов, которыми пользовались ученики на протяжении многих лет, методических пособий для учителей: «Методика преподавания украинского языка в начальной школе» (1937), «Методика преподавания украинского языка в средней школе» (1946), в 1953 году был напечатан труд «Педагогические идеи Тараса Григорьевича Шевченко».
Его изыскания стали ценным вкладом в сокровищницу украинской и мировой педагогики.

## Награды
- Заслуженный деятель науки и техники Украинской ССР (1943)